# Dornier Do 22
Die Dornier Do 22 war ein militärisches Mehrzweckflugzeug der Dornier-Werke.

## Entwicklung
Ursprünglich als Do C 3 bezeichnet, wurde das Flugzeug ab Ende 1932 im Dornier-Werk Manzell und dem angeschlossenen Schweizer Werk Altenrhein entwickelt; später wurde die Bezeichnung in Do 22 geändert. Der Prototyp mit der Werknummer 259 wurde im Oktober 1933 vollendet. Im darauffolgenden Jahr wurde er am 22. November von Flugzeugführern der Erprobungsstelle See auf seine Eignung als Nachfolger der Heinkel He 60 getestet, aber abgelehnt. Die Do 22 wurde deshalb vom Reichsluftfahrtministerium für den Export freigegeben, der Prototyp im Mai 1936 auf der in Stockholm stattfindenden Internationalen Luftfahrtausstellung öffentlich präsentiert und von Jugoslawien gekauft. Weitere zwölf Flugzeuge gingen als Do 22Kj ebenfalls nach Jugoslawien, Griechenland erhielt ebenso zwölf Stück (als Do 22Kg) und vier wurden als Do 22Kl für Lettland vorgesehen. Deren Auslieferung wurde aber durch die sowjetische Besetzung Lettlands 1940 verhindert und sie wurden schließlich von Finnland als Do 22Kf übernommen. Von den nach Jugoslawien gelieferten Flugzeugen konnten nach dem deutschen Angriff acht mitsamt der Besatzungen nach Ägypten entkommen.

## Konstruktion
Die Do 22  war ein abgestrebter Hochdecker in Ganzmetallbauweise und Stoffbespannung mit starrem Landfahr- oder wahlweise Schwimmwerk. Als Antrieb diente ein französischer Zwölfzylinder-Motor von Hispano-Suiza. Die Besatzung bestand aus Pilot, Funker und dem Bordschützen in jeweils offenen Sitzen.

## Baureihen
- Dornier Do C 3: Prototyp

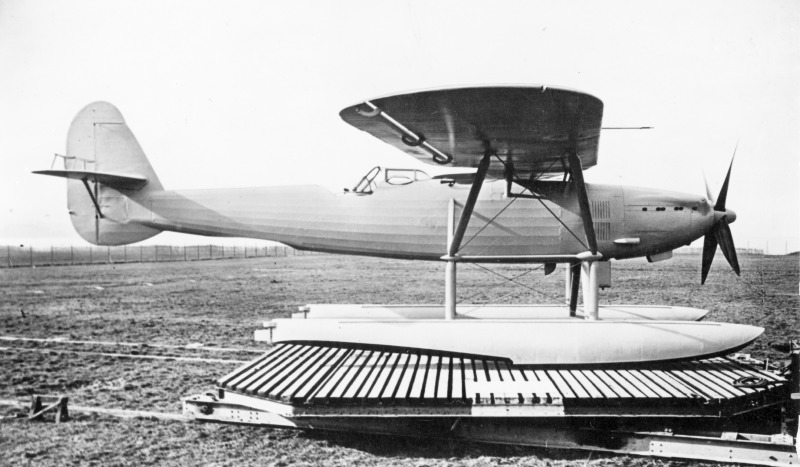
Prototyp Do C 3

- Dornier Do 22Kg: Exportversion für Griechenland
- Dornier Do 22Kj: Exportversion für Jugoslawien
- Dornier Do 22Kl: Exportversion für Lettland, ausgeliefert an Finnland als Do 22Kf

## Technische Daten

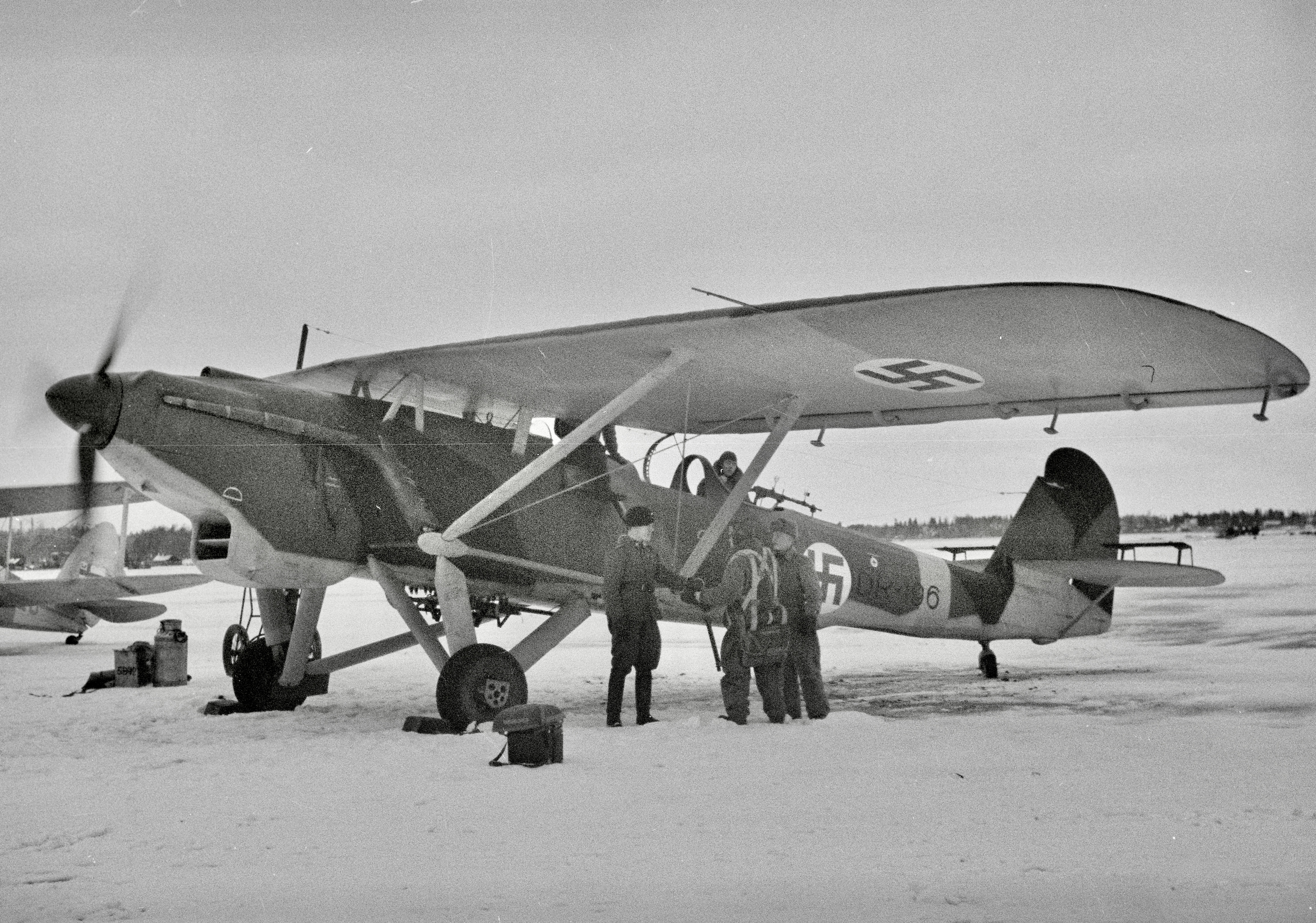
Do 22Kf mit Radfahrwerk

| Kenngröße             | Daten (Prototyp mit Schwimmern)                                                                              | Daten (Do 22Kg)                                                                                              |
| --------------------- | --- | --- |
| Besatzung             | 3 | 3 |
| Spannweite            | 16,20 m | 16,20 m |
| Länge                 | 13,00 m | 12,90 m |
| Höhe                  | 4,72 m | 4,62 m |
| Flügelfläche          | 45,0 m² | 45,0 m² |
| Flügelstreckung       | 5,8 | 5,8 |
| Leermasse             | 2328 kg | 2345 kg |
| Zuladung              | 1022–1672 kg                                                                                                 | 965–1072 kg                                                                                                  |
| Startmasse            | 3350–4000 kg                                                                                                 | 3650–3700 kg                                                                                                 |
| Antrieb               | ein wassergekühlter Zwölfzylinder-V-Motor                                                                    | ein wassergekühlter Zwölfzylinder-V-Motor                                                                    |
| Typ                   | Hispano-Suiza 12Ybrs                                                                                         | Hispano-Suiza 12Y 21                                                                                         |
| Startleistung         | 790 PS (581 kW)                                                                                              | 880 PS (647 kW)                                                                                              |
| Kraftstoff            | 640 l im Rumpf je 200 l in den Flügeln 700 l in den Schwimmern zusätzlich als Fernaufklärer möglich          | 650 l im Rumpf je 210 l in den Flügeln                                                                       |
| Höchstgeschwindigkeit | 287 km/h in Bodennähe 317 km/h in 4000 m Höhe                                                                | 298 km/h in Bodennähe 353 km/h in 4000 m Höhe                                                                |
| Reisegeschwindigkeit  | 240 km/h in Bodennähe                                                                                        | 262 km/h in Bodennähe                                                                                        |
| Landegeschwindigkeit  | 80 km/h | 94 km/h |
| Steigzeit             | 2,3 min auf 1000 m 6,9 min auf 3000 m 14,9 min auf 6000 m                                                    | 3,0 min auf 1000 m 9,0 min auf 3000 m 21,0 min auf 6000 m                                                    |
| Dienstgipfelhöhe      | 8900 m | 8400 m |
| Reichweite            | 740 km in 4000 m Höhe                                                                                        | 1200 km in 4000 m Höhe                                                                                       |
| Flugdauer             | 2,8 h | 2,8 h |
| Bewaffnung            | ein starres MG mit 300 Schuss zwei bewegliche MG mit zusammen 900 Schuss sechs 50-kg-Bomben oder ein Torpedo | ein starres MG mit 300 Schuss zwei bewegliche MG mit zusammen 900 Schuss sechs 50-kg-Bomben oder ein Torpedo |